# Lövö, Vårdö
Lövö ön är en halvö i Vårdö kommun på Åland. Lövö ön utgör den nordvästligaste delen av fasta Vårdö.